# Balduin av Luxemburg
Balduin av Luxemburg, född 1285, död den 21 januari 1354, var kurfurste och ärkebiskop av Trier.
Balduin var bror till kejsar Henrik VII, och ledsagade sin bror på dennes tåg till Italien. Han stödde senare broderns efterträdare Ludvig Bajraren i dennes kamp mot påven och deltog i kurfurstarnas mot påven riktade förklaring i Rense 1338. Senare uppstod en brytning mellan Balduin och kejsaren, och Balduin slöt sig till motkungen Karl IV, som valdes 1346.